# Ian Stewart (kierowca)
Ian Macpherson M. Stewart (ur. 15 lipca 1929 w Edynburgu, zm. 19 marca 2017 w Crieff) – brytyjski kierowca wyścigowy.
Wziął udział w jednym wyścigu mistrzowskim Formuły 1 – Grand Prix Wielkiej Brytanii w 1953, w stajni Ecurie Ecosse. Nie ukończył wyścigu z powodu awarii układu zapłonowego. Startował także w kilku innych wyścigach Grand Prix nie zaliczanych do mistrzostw świata.
Zakończył wcześnie karierę kierowcy wyścigowego. Pracował w rodzinnym gospodarstwie rolnym w Perth and Kinross, gdzie mieszkał.